# Stefan Soltész
Stefan Soltész (Nyíregyháza, 6 gennaio 1949 – Monaco di Baviera, 22 luglio 2022) è stato un direttore d'orchestra austriaco di origini ungheresi. Formatosi a Vienna, è stato dal 1997 al 2013 direttore artistico del Teatro Aalto e Generalmusikdirektor ad Essen, portando il teatro dell'opera alla notorietà internazionale.

## Biografia
Soltész è nato a Nyíregyháza, in Ungheria ed ha ricevuto lezioni di pianoforte fin dall'età di quattro anni. Arrivò a Vienna nel 1956, dove divenne membro dei Wiener Sängerknaben all'età di dieci anni. Ha studiato pianoforte, direzione d'orchestra e composizione all'Università per la musica e le arti interpretative di Vienna a partire dall'età di 14 anni, dirigendo con Hans Swarowsky.
Nel 1971 iniziò la sua carriera come maestro di cappella al Theater an der Wien, seguita da impegni come répétiteur e direttore d'orchestra, alla Wiener Staatsoper dal 1973 al 1983, e come direttore ospite all'Opera di Graz dal 1979 al 1981. Al Festival di Salisburgo del 1978, 1979 e 1983, lavorò come assistente musicale di Karl Böhm, Christoph von Dohnányi ed Herbert von Karajan.
Soltész è stato direttore dell'Opera di Amburgo dal 1983 al 1985 e della Deutsche Oper Berlin dal 1985 al 1997. Ha lavorato come Generalmusikdirektor (GMD) presso l'Orchestra statale di Braunschweig dal 1988 al 1993 e come direttore principale dell'Opera fiamminga dal 1992 al 1997 ad Anversa e Gent.
Dal 1997 fino alla fine della stagione 2012/13 Soltész è stato sia direttore artistico che direttore generale del Teatro Aalto di Essen. Il teatro dell'opera è stato votato "Teatro d'Opera dell'anno" da Opernwelt nel 2008 e l'orchestra Filarmonica di Essen è stata nominata "Orchestra dell'anno" nel 2003 e nel 2008.
Soltész è stato direttore ospite regolare dei teatri d'opera europei come il Wiener Staatsoper, l'Opera di Stato della Baviera, l'Oper Frankfurt, il Teatro dell'Opera di Roma, l'Opera di Stato di Budapest, il Teatr Wielki di Varsavia, il Teatro Bol'šoj a Mosca e il Grand Théâtre de Genève. Ha diretto come ospite all'Opera di Parigi e all'Opernhaus Zürich, all'Het Muziektheater di Amsterdam, al Teatro Massimo Bellini di Catania, all'Opera di Bilbao, al Teatro Colón di Buenos Aires, in Giappone, Taiwan, al Washington e San Francisco Opera e la Royal Opera House. Ha diretto in festival come Festival de Radio France et Montpellier, Festival d'Aix-en-Provence e Savonlinna, il Pfingstfestspiele di Baden-Baden, Anima Mundi di Pisa, il Festival di Tongyeong in Corea e il Festival di Glyndebourne.
Soltész ha diretto concerti sinfonici e registrazioni radiofoniche a Monaco di Baviera, Amburgo, Hannover, Dresda, Berlino, Saarbrücken, Brema, Wiesbaden, Heidelberg, Vienna, Roma, Catania, Torino, Milano, Genova, Verona, Trieste, Basilea, Berna, Parigi, Mosca , Taipei, Nagoya e Budapest.

## Incisioni
Soltész ha registrato brani da La Bohème di Puccini, Don Giovanni di Giuseppe Gazzaniga e Der Kreidekreis di Alexander von Zemlinsky, nonché arie e canzoni con Grace Bumbry, Lucia Popp e Dietrich Fischer-Dieskau. Nel 2010 ha registrato la Lulu Suite di Alban Berg e Appassionatamente plus di Hans Werner Henze con la Filarmonica di Essen e il soprano Julia Bauer, nell'ambito della Ruhr, quando era Capitale europea della cultura. L'album è stato nominato ai premi Grammy e ICMA.

## Premi
- 2009 Cittadino della Regione della Ruhr[4]
- 2012 Direttore onorario della Orchestra statale di Braunschweig.[4]
- 2013 Professore onorario della Renania Settentrionale-Vestfalia[5]